# Jahmen
Jahmen, obersorbisch Jamnoⓘ, ist ein Ortsteil der ostsächsischen Gemeinde Boxberg/O.L. im Landkreis Görlitz. Er zählt zum offiziellen sorbischen Siedlungsgebiet in der Oberlausitz und hat historisch eine regionale Bedeutung durch die Herrschaft Jahmen, die unter anderem den Bau der Bahnstrecke Hoyerswerda–Horka im Raum Uhyst/Klitten förderte.

## Geographie

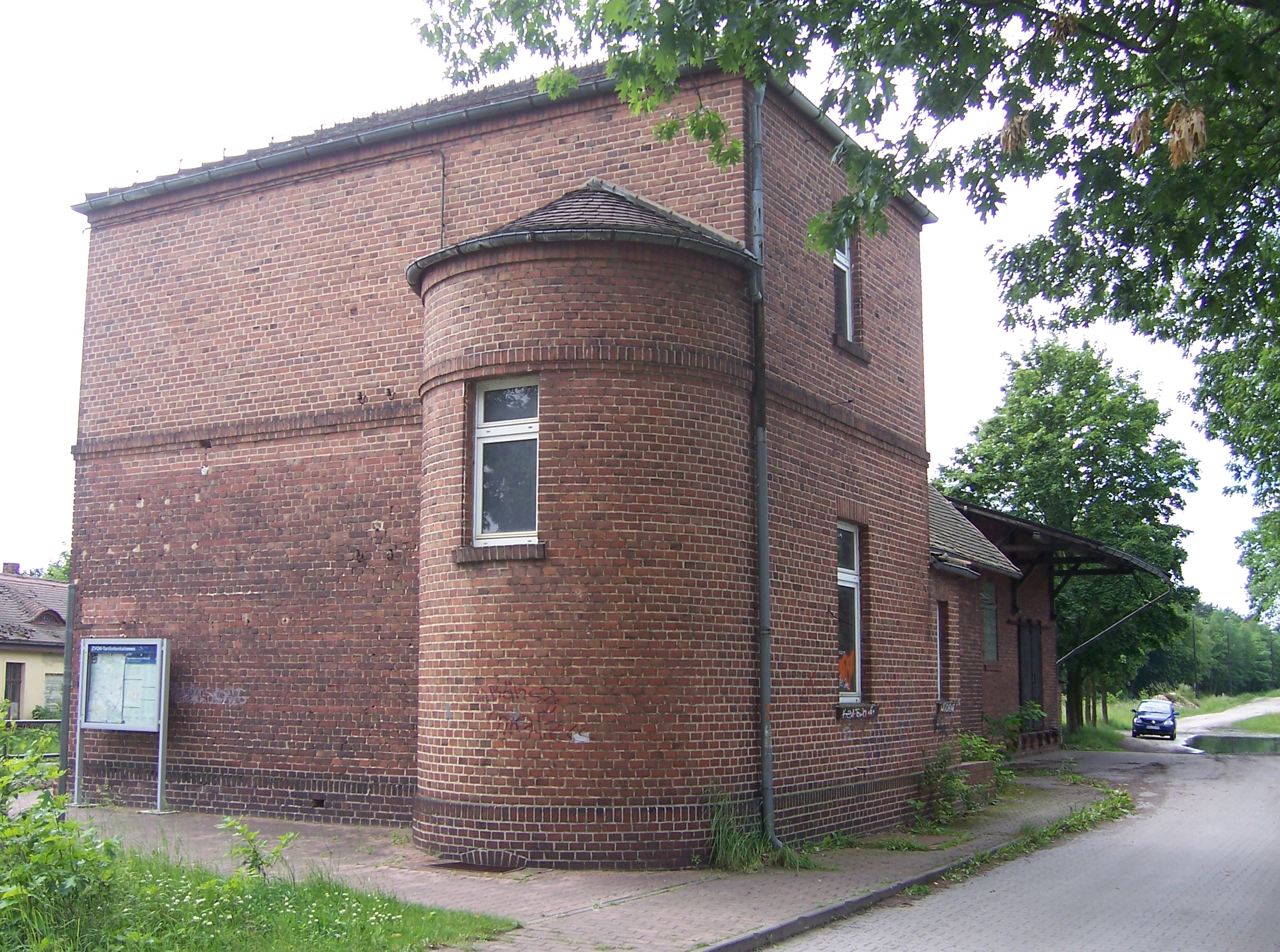
Bahnhofsgebäude

Jahmen liegt in Form eines Gassengruppendorfes südöstlich des Bärwalder Sees in einer Feld- und Wiesenlandschaft. Im Nordosten liegt Dürrbach, im Osten Klitten und im Südwesten Kaschel. Durch Jahmen fließt das Weigersdorfer Fließ, das ab Jahmen als Jahmener Fließ bezeichnet wird.
Südlich von Jahmen verläuft die Bahnstrecke Hoyerswerda–Horka. An ihr liegt auf Jahmener Flur der Bahnhof Klitten.

## Geschichte
Archäologische Funde in der Gemarkung Jahmen belegen eine Siedlungstätigkeit in der Mittel- und Jungsteinzeit. Weitere Funde, unter anderem Reste von Gräberfeldern, stammen aus der Bronze- und der Eisenzeit.
Urkundliche Erwähnung findet Jahmen 1402 im Görlitzer Ratsbuch als Jomen. Es ist ein Bauerndorf mit überwiegend sorbischer Bevölkerung. Als Besitzer des Gutes Jahmen sind unter anderem Heinrich von Zezschwitz (bereits vor 1423) und die Gebrüder Hans und Otto von Pannewitz (1489) bekannt. Mitte des 16. Jahrhunderts wird Jahmen durch Kauf in den Güterkomplex der fünf Söhne des Hieronymus von Nostitz auf Guttau eingegliedert, in dem sich zu dieser Zeit bereits das benachbarte Kirchdorf Klitten befindet. Ein Rittergut in Jahmen ist für das Jahr 1587 nachweisbar.
Im Prager Frieden tritt das Königreich Böhmen 1635 die beiden lausitzischen Markgraftümer während des Dreißigjährigen Krieges (1618–1648) an das Kurfürstentum Sachsen ab.

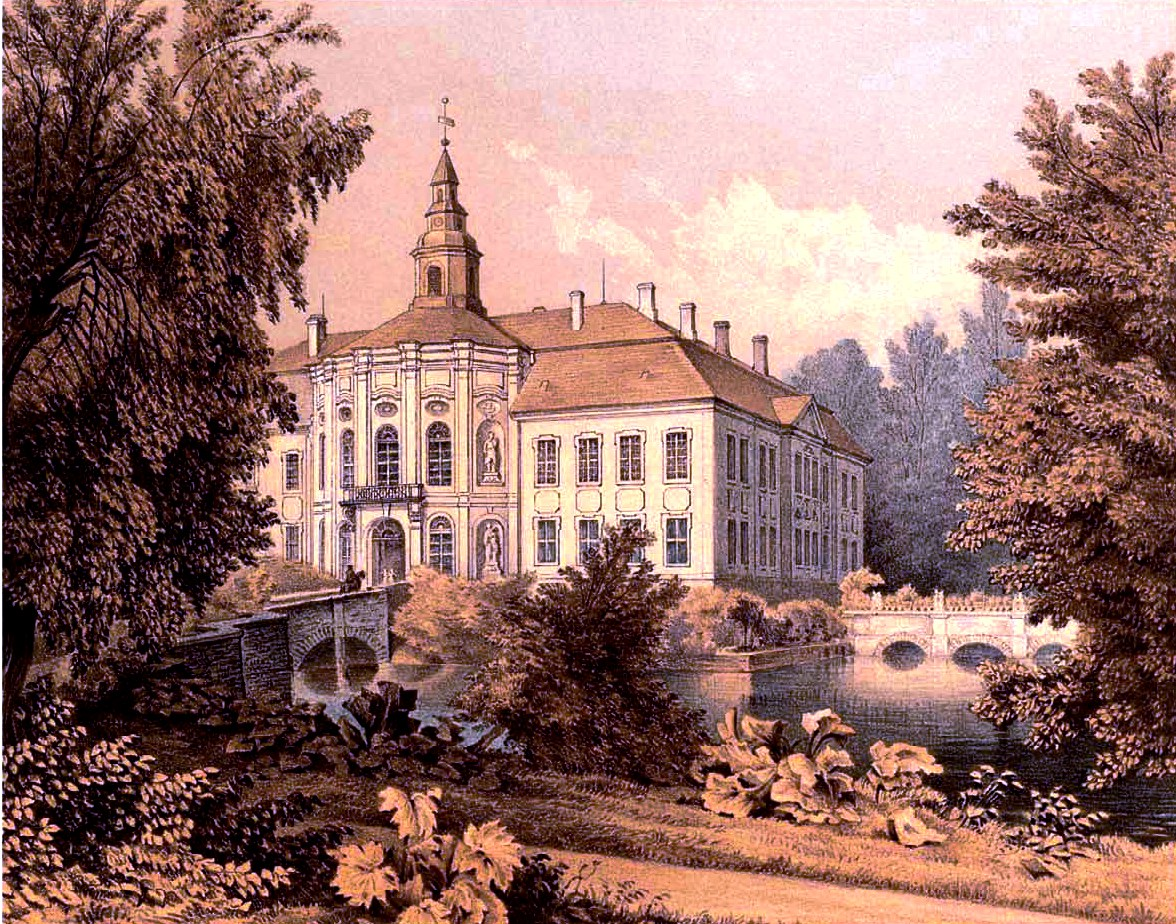
Schloss Jahmen um 1860, Sammlung Alexander Duncker

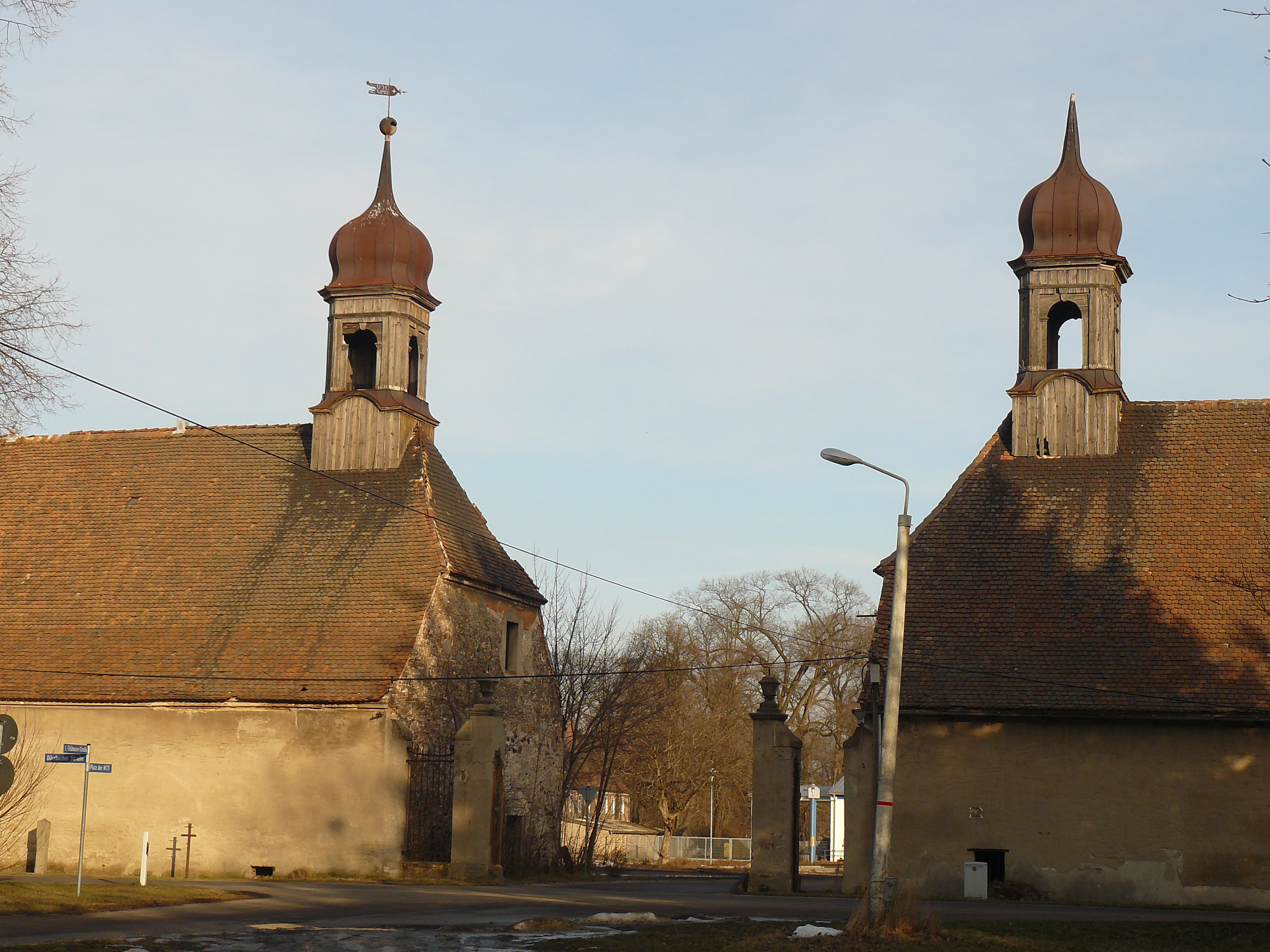
Die charakteristische Einfahrt zum ehemaligen Jahmener Gutshof ist weithin sichtbar.

Der Gutshof brennt am 17. Oktober 1648 gegen 11 Uhr abends ab, nachdem durch Unachtsamkeit im Reitstall Feuer ausbrach. Ein neues Schloss wird zwischen 1715 und 1724 durch Gottlob Christian Vitzthum von Eckstedt aufgebaut. Architektonisch beachtlich sind seine 12 Schornsteine, 52 Zimmer und 365 Fenster, die markante Zahlen der Jahresrechnung widerspiegeln. Vitzthum ist Hofmarschall des sächsischen Kurfürsten August des Starken, der mehrfach für einige Wochen im Schloss Jahmen verweilt.
Nach den Befreiungskriegen muss das Königreich Sachsen 1815 über die Hälfte seiner Staatsfläche abtreten, wodurch die Niederlausitz und ein großer Teil der Oberlausitz an Preußen kommen. Im Folgejahr wird Jahmen dem neugebildeten landrätlichen Kreis Rothenburg zugeordnet.
Die in Jahmen ansässige altlutherische Gemeinde erbaut 1846 eine eigene Kirche. Unter der Leitung des sorbischen Pastors Jan Kilian wandern 1854 etwa 450 Altlutheraner, darunter 200 aus Jahmen und Klitten, nach Texas aus und gründen den Ort Serbin.
Im Ersten Weltkrieg ist das Gut ein Reservelazarett, das bis zu 30 Verwundete beherbergt. Der Großindustrielle Hugo Stinnes kauft es 1917, modernisiert es und baut Arbeiterwohnungen in Jahmen und Dürrbach. Unter Stinnes umfasst die Herrschaft Jahmen die Rittergüter Jahmen, Dürrbach und Boxberg sowie die Güter Kringelsdorf, Klitten und Thomaswalde, wobei Boxberg seit Jahrhunderten in einen Jahmener und einen Muskauer Anteil zerfällt.
Am 1. April 1938 werden im Landkreis Rothenburg mehrere Gemeinden zusammengelegt, unter anderem Jahmen, Kaschel und Klein-Oelsa mit Klitten.
Gegen Ende des Zweiten Weltkriegs brennt im April 1945 das Schloss ab. Seine Ruine wird im Sommer 1947 abgetragen.
Durch den voranschreitenden Tagebau Bärwalde wird in den Jahren 1987 und 1988 der auf Jahmener Flur liegende Vorort Jasua abgebrochen. Durch die Wende, verstärkte Bürgerproteste sowie ein energiepolitisches Umdenken wird der Tagebau gestundet, wodurch Jahmen vor einem Ortsabbruch verschont bleibt.
Durch den Gemeindezusammenschluss von Klitten und Boxberg ist Jahmen seit dem 1. Februar 2009 ein Boxberger Ortsteil.

### Bevölkerungsentwicklung
| Jahr | Einwohner |
| ---- | --------- |
| 1825 | 263       |
| 1863 | 309       |
| 1871 | 352       |
| 1885 | 289       |
| 1905 | 297       |
| 1925 | 423       |
| 1999 | 280       |
| 2002 | 273       |
| 2008 | 259       |

| Jahr      | Bauern (besessene Mann) | Gärtner | Häusler | insgesamt |
| --------- | ----------------------- | ------- | ------- | --------- |
| 1588      | 7                       | 11      | 6       | 24        |
| 1600      | 7                       | 08      | 8       | 23        |
| 1647 1657 | 7                       | 08      | 8       | 23        |
| 1741      | 6                       | 11      | 9       | 26        |
| 1777      | 8                       | 11      | 11      | 30        |
| 1807/13   | 3                       | 11      | 12      | 26        |

Bei der Aufteilung des Güterkomplexes des Hieronymus von Nostitz auf Guttau auf seine fünf Söhne werden in der Teilungsurkunde 1588 für Jahmen ein Lehnbauer und sechs Halbbauern, insgesamt sieben besessene Mann, sowie elf Gartennahrungsbesitzer und sechs Häusler genannt. In den folgenden Jahren ändert sich die soziale Struktur ein wenig; beim Rezess im Jahr 1647 wird kein Lehnbauer mehr genannt, dafür ein Halbbauer mehr. Die Zahl der Gärtner hat sich verringert, die der Häusler um fast den gleichen Wert erhöht, insgesamt wird eine Wirtschaft weniger erwähnt. Im 18. Jahrhundert schwankt die Anzahl der Bauernstellen, während sich die der Gärtner und Häusler bis 1777 auf jeweils elf erhöht. Anfang des 19. Jahrhunderts werden nur noch drei Bauern aufgeführt, während die restlichen Zahlen nahezu unverändert sind.
Zwischen 1825 und 1871 wächst die Einwohnerzahl Jahmens von 263 auf 352 an, fällt bis Mitte des nächsten Jahrzehnts jedoch wieder auf 289 ab. Durch ein erneutes Bevölkerungswachstum werden 1925 bereits 423 Einwohner gezählt. Zehn Jahre nach der politischen Wende in der DDR hat Jahmen noch etwa 280 Einwohner mit rückläufiger Tendenz.
Noch im 19. Jahrhundert ist die Bevölkerung überwiegend sorbisch. Im Jahr 1863 sind laut amtlichen Zahlen 244 der 309 Einwohner Sorben, etwa 20 Jahre später ermittelt Arnošt Muka unter den 291 Einwohnern 262 Sorben. Dies entspricht einem 79-prozentigem sorbischen Bevölkerungsanteil im Jahr 1863 und einem 90-prozentigem Anteil im Jahr 1884. Der Sprachwechsel zum Deutschen erfolgt überwiegend in der ersten Hälfte des 20. Jahrhunderts. So zählt Ernst Tschernik 1956 in der Gemeinde Klitten, zu der Jahmen mittlerweile gehört, einen sorbischsprachigen Bevölkerungsanteil von nur noch 15,7 %.

### Ortsname
Varianten des deutschen Ortsnamens sind Jomen (1402), Jamen (1417), Jamenn (1506) und Jahmen (1768). Der Ortsname leitet sich, wie der obersorbische, vom altsorbischen Wort Jaḿno ab, das in heutiger sorbischer und polnischer Schreibweise jama „Grube“ (im Sinn einer Wildfalle) bedeutet. Jahmen ist also ein Grubenort.

## Persönlichkeiten
Der Pfarrer und Kirchenlieddichter Johann Mentzer (1658–1734) ist ein gebürtiger Jahmener. Seine erste Pfarrstelle erhielt er 1691 im benachbarten und nordwestlich gelegenen Kirchspiel Merzdorf. Ebenfalls ein gebürtiger Jahmener ist der Volkskundler und Sprachforscher Matej Handrik (1864–1946).